# Monsters (манґа)
Monsters (стилізовано великими літерами; укр. Монстри) — японський ван-шот, написаний та проілюстрований Еїчіро Одою. Він був опублікований видавництвом Shueisha в осінньому спеціальному випуску Weekly Shonen Jump у жовтні 1994 року. Оригінальна мережева анімація (ONA) під назвою Monsters: 103 Mercies Dragon Damnation (яп. MONSTERS 一百三情飛龍侍極, Monsutāzu: Ippaku Sanjō Hiryū Jigoku) була створена E&H Production і вийшла на Netflix у січні 2024 року.

## Сюжет
Історія починається з викрадення чарівного рогу дракона десять років тому, який нібито має надзвичайну силу. Про інцидент уже ніхто не пам’ятає, але він став початком подій. Флер, офіціантка, зустрічає двох мечників: Сірано, відомого героя, та Рюму, голодного самурая. Допомігши Рюмі, Флер стає свідком суперечки між ним і Сірано, коли меч Рюми випадково торкається меча Сірано, що призводить до поєдинку, який Флер перериває. Рюма дізнається більше про минуле Флер і з’ясовує, що Сірано врятував її від дракона, який знищив її село сім років тому. Рюма також чує про "Короля" — найсильнішого мечника, якого він хоче одного дня викликати на поєдинок. Незабаром Рюму звинувачують у крадіжці рогу дракона, і бандит D.R. викликає дракона, звинувачуючи Рюму у всіх бідах. Мешканці міста звертаються проти нього, а Флер дає Рюмі ляпаса. Сірано вирішує самостійно битися з драконом, незважаючи на її застереження.
Згодом виявляється, що Сірано і D.R. були відповідальні за всі події, включаючи атаку на село Флер. Сірано вбив її батька і використав її для здобуття слави. Рюма, дізнавшись правду, вбиває Сірано одним ударом. D.R. пропонує справжній ріг дракона в обмін на своє життя, але Рюма відмовляється і йде битися з драконом сам. Один потужний удар — і звір убитий. Після бою Рюма знову зустрічається з Флер і заохочує її не зациклюватися на смерті. Коли Флер запитує його, чому він зовсім не відомий, він просто відповідає, що в бою важлива не слава, а те, що ти захищаєш з її допомогою. Флер вражена його особистістю, а Рюма обіцяє повернутися на вечерю, залишаючи її з почуттям вдячності та поваги до таємничого самурая, який врятував місто. Від бармена Флер дізнається, що Рюма насправді і є тим самим "Королем" і що це ім'я йому дали ті, кого він врятував. Вважається, що він найсильніший фехтувальник у світі.

## Персонажі
Шімоцукі Рюма (яп. 霜月リューマ, Shimotsuki Ryūma)
Мандрівний самурай, який володіє титулом найсильнішого фехтувальника. За подіями One Piece, його труп і меч викрадає Гекко Морія, щоб служити йому на Трилер Барк. Зрештою, він довіряє свій меч Ророноа Зоро.
Флер (яп. フレア, Furea)
Молода жінка, працює офіціанткою в барі в маленькому містечку. Вона єдина вижила після нападу дракона, який знищив її село, що змусило її поважати Сірано, якого вона помилково вважала своїм рятівником.
Сірано (яп. シラノ, Shirano)
Майстер меча, другий за силою після Короля, найсильніший фехтувальник. Насправді він злодій, який організував Велику катастрофу сім років тому, в результаті якої Флер залишилася єдиною вцілілою у своєму селі.
D.R. (яп. ディーアールの, Dīāruno)
Міський злодій, який звинувачує Рюму в тому, що той вдарив його ножем. Насправді він належить до когорти Сірано, який підставив Рюму.
Власник ресторану (яп. マスター, Masutā)
Господар і бармен кафе, в якому працює Флер.
Ророноа Зоро (яп. ロロノア・ゾロ, Roronoa Zoro)
Центральний персонаж One Piece, який у майбутньому успадковує меч Рюми на острові Трилер Барк.

## Медіа

### Манґа
Написаний та проілюстрований Еїчіро Ода, ван-шот «Монстри» був опублікований видавництвом Shueisha в 1994 році в осінньому спеціальному випуску Weekly Shōnen Jump (з датою обкладинки 30 жовтня). Глава була зібрана в томі Wanted! Eiichiro Oda Short Stories, який вийшов 4 листопада 1998 року. Персонаж Рюма згодом з’явиться як зомбі в серії манґи One Piece під час сюжетної арки Thriller Bark, таким чином офіційно пов’язуючи події обох творів.

### ONA
У липні 2023 року було оголошено, що «Монстри» отримають аніме-адаптацію, яка пізніше виявилася оригінальною мережевою анімацією, світова прем’єра якої відбулася на Netflix 21 січня 2024 року і 23 січня в Японії. Medialink субліцензував ONA в Азіатсько-Тихоокеанському регіоні для трансляції на їхньому каналі Ani-One Asia на YouTube.
Режисером став Сонху Пак, який також відповідав за композицію, а анімацію виконала його студія E&H Production. Такаші Кодзіма виконував роль дизайнера персонажів, Фумінао Акаї був арт-директором, Рьоджі Нагасава колірним дизайнером, Лі Джу-Мі оператором-постановником, Кейсуке Янагі монтажером і Акіко Фудзіта звукорежисером. Музику написав Хіроакі Цуцумі, а спродюсував Такекі Кобаяші.